# Стивенс, Джон Пол
Джон Пол Стивенс (20 апреля 1920 — 16 июля 2019) — член Верховного Суда США в 1975—2010 годах. Был назначен по предложению президента от республиканской партии Джеральда Форда. Имел репутацию либерала. При нём сменились три председателя (Уоррен Бергер, Уильям Ренквист и Джон Гловер Робертс) и семь президентов (Джеральд Форд, Джимми Картер, Рональд Рейган, Джордж Буш-старший, Билл Клинтон, Джордж Буш-младший и Барак Обама).

## Биография
Родился 20 апреля 1920, в Чикаго, штат Иллинойс, в обеспеченной семье. Его дед по отцовской линии занимался страховым бизнесом, владел недвижимостью в Чикаго. Его двоюродный дед владел универсальным магазином «A. Stevens».
Отец, Эрнст Джеймс Стивенс, был адвокатом, впоследствии занялся гостиничным бизнесом. Ему принадлежали два отеля — «La Salle» и «the Stevens Hotel». Во время Великой депрессии потерял оба отеля и был осуждён за хищения, но впоследствии оправдан.
9 апреля 2010 года судья Стивенс заявил об уходе на пенсию и официально ушёл в отставку 29 июня того же года.
Умер 16 июля 2019 года от осложнений после инсульта, в возрасте 99 лет, в городе Форт-Лодердейл.